# Homoleptohyphes quercus
Homoleptohyphes quercus är en dagsländeart som först beskrevs av Kilgore och Allen 1973.  Homoleptohyphes quercus ingår i släktet Homoleptohyphes och familjen Leptohyphidae. Inga underarter finns listade i Catalogue of Life.